# Kabinet-L. Johnson
Lyndon B. Johnson werd op 22 november 1963 beëdigd als 35ste president van de Verenigde staten en vormde het Kabinet-L. Johnson. Kort daarvoor was zijn voorganger John F. Kennedy vermoord. Sommige kabinetsleden van president Kennedy bleven ook onder Johnson op hun ministerie.
Op 22 november 1963 werd de 35e president van de Verenigde Staten John F. Kennedy vermoord tijdens een bezoek aan de stad Dallas. Hij werd opgevolgd door zijn vicepresident Lyndon B. Johnson die werd beëdigd als de 36e president van de Verenigde Staten. Op 20 januari 1965 werd hij opnieuw beëdigd voor een eigen termijn na het winnen van de presidentsverkiezingen van 1964. Dit artikel geeft een overzicht van zijn kabinetsleden en adviseurs.

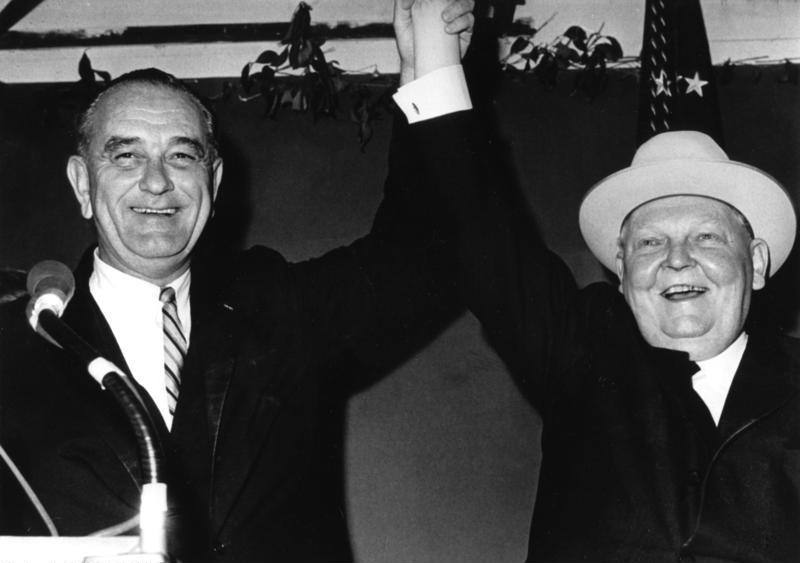
President Lyndon B. Johnson en bondskanselier van West-Duitsland Ludwig Erhard tijdens bijeenkomst in Stonewall, Texas op 28 december 1963.

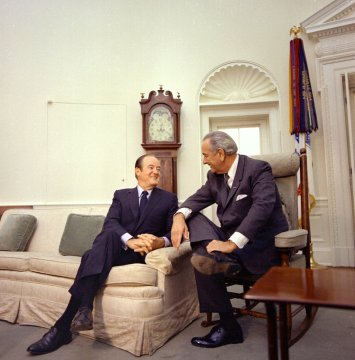
Vicepresident Hubert Humphrey en president Lyndon B. Johnson in de Oval Office tijdens bijeenkomst in het Witte Huis op 22 januari 1965.

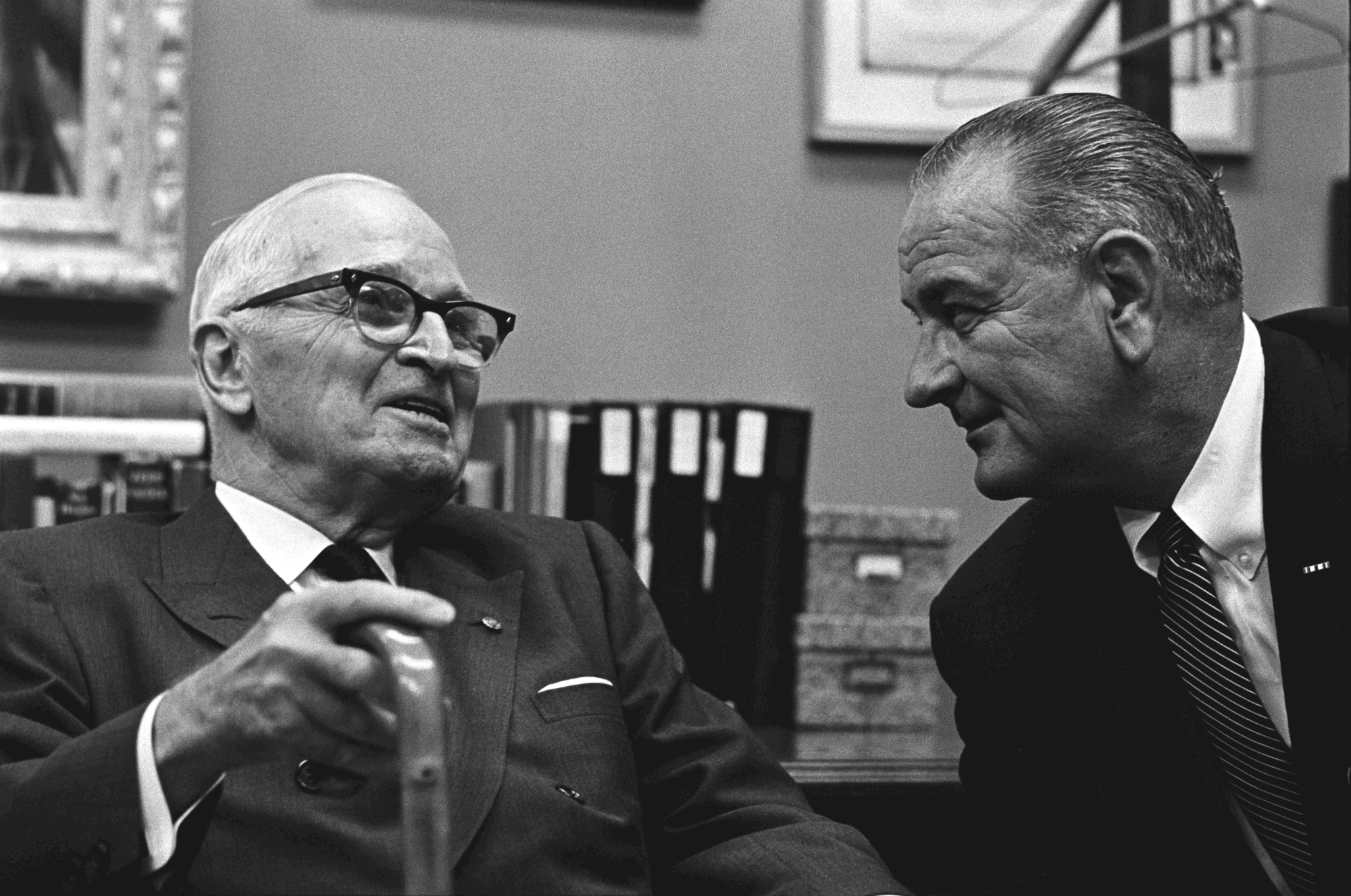
Voormalig president Harry S. Truman en president Lyndon B. Johnson tijdens een bijeenkomst in Kansas City, Missouri op 30 juli 1965.

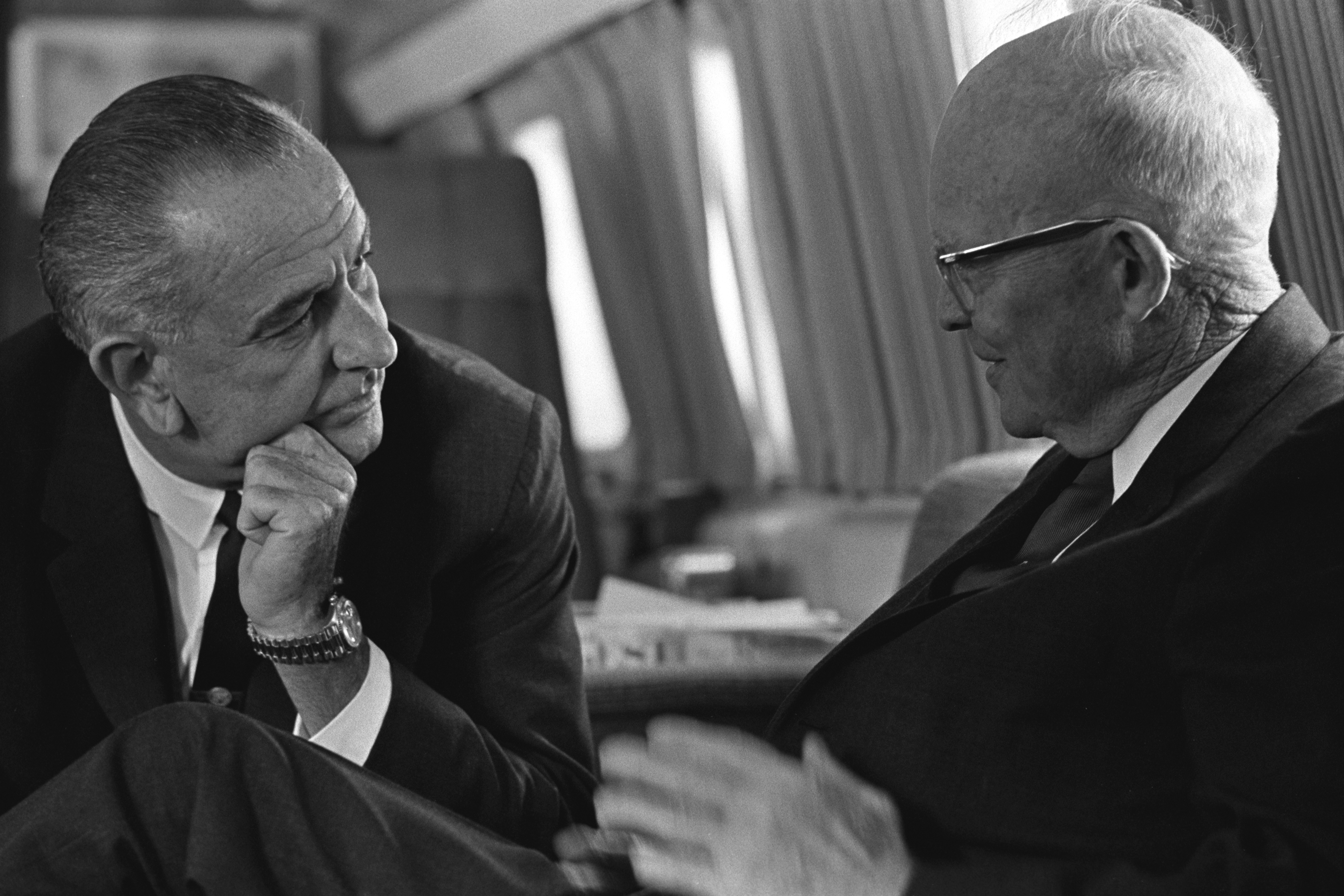
President Lyndon B. Johnson en voormalig president Dwight D. Eisenhower aan boord van Air Force One op 5 oktober 1965.

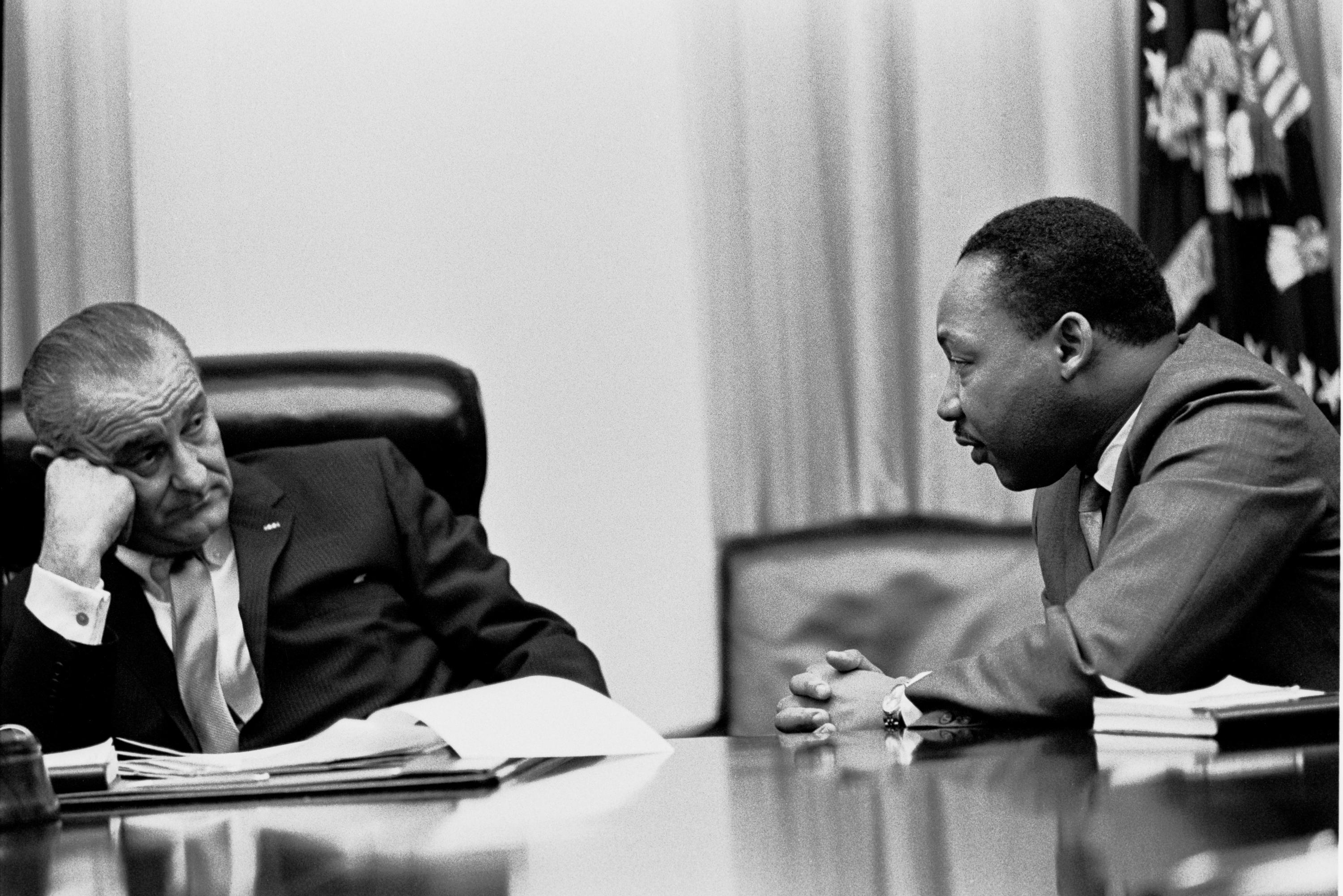
President Lyndon B. Johnson en mensenrechtenactivist Martin Luther King tijdens bijeenkomst in het Witte Huis op 18 maart 1966.

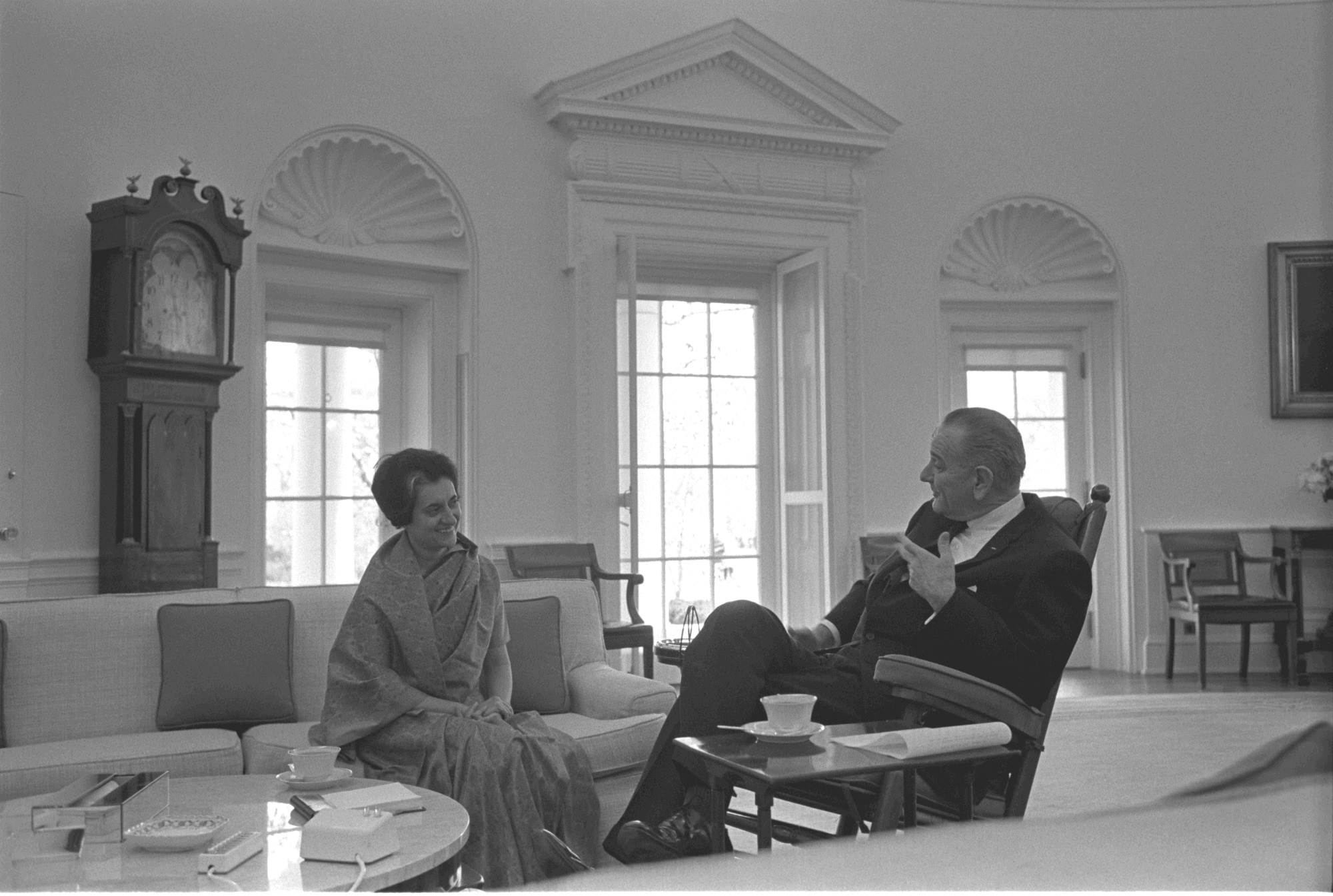
Pemier van India Indira Gandhi en president Lyndon B. Johnson in de Oval Office tijdens bijeenkomst in het Witte Huis op 28 maart 1966.

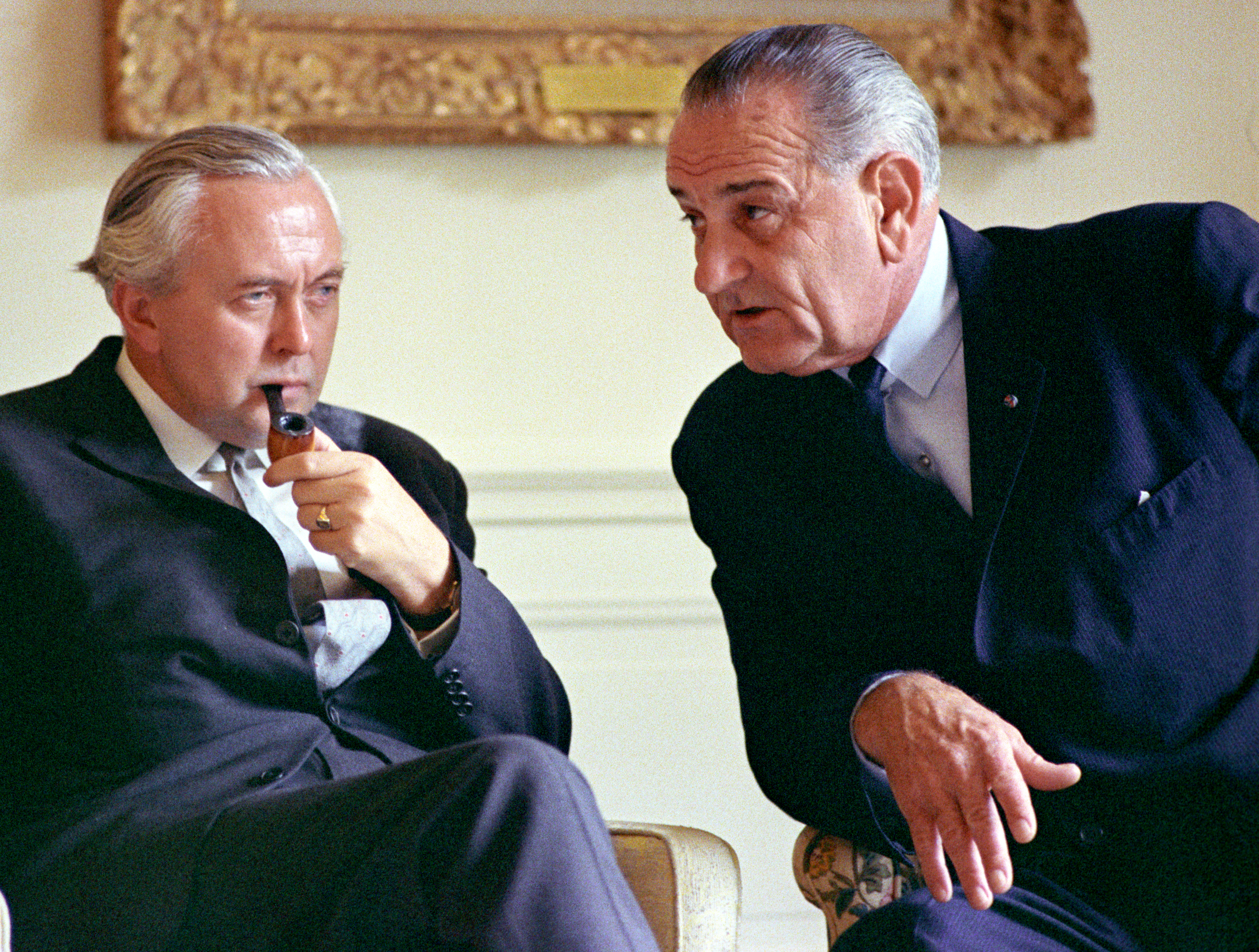
Premier van het Verenigd Koninkrijk Harold Wilson en president Lyndon B. Johnson tijdens een bijeenkomst in het Witte Huis op 29 juli 1966.

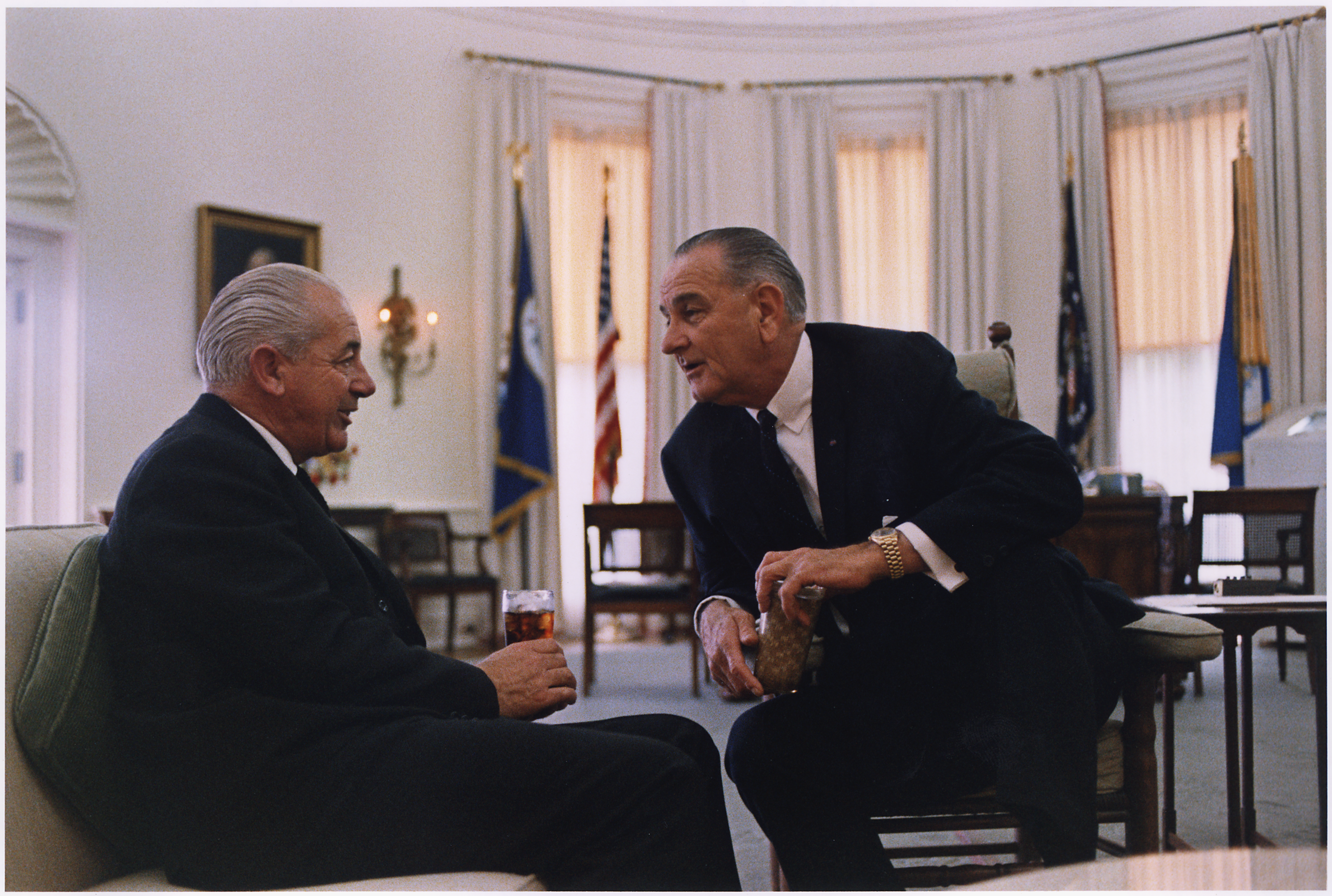
Premier van Australië Harold Holt en president Lyndon B. Johnson in de Oval Office tijdens een bijeenkomst in het Witte Huis op 1 juni 1967.

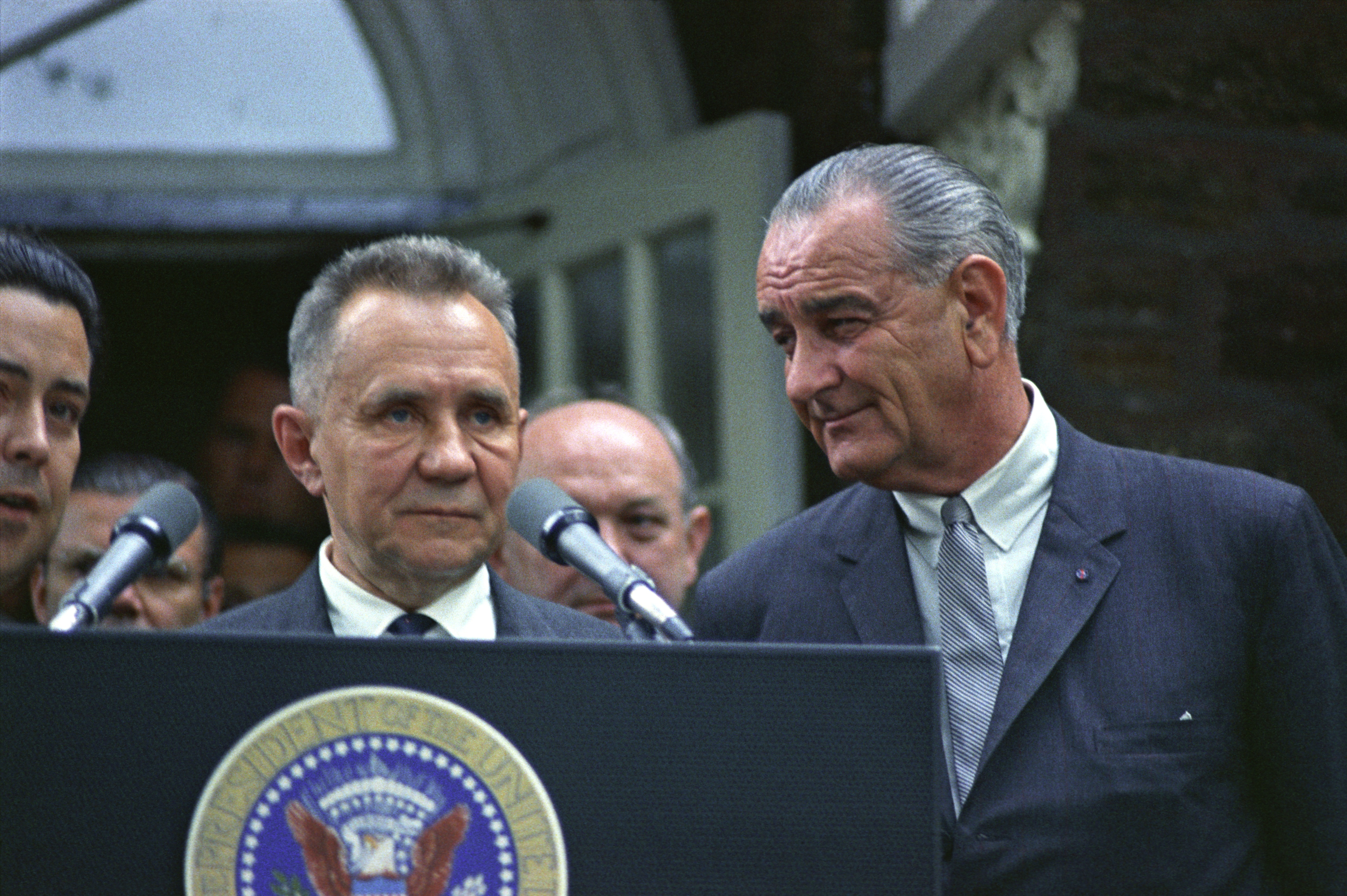
Premier van de Sovjet-Unie Aleksej Kosygin en president Lyndon B. Johnson tijdens bijeenkomst in Glassboro op 23 juni 1967.

Generaal b.d. Omar Bradley en president Lyndon B. Johnson in de Oval Office tijdens bijeenkomst in het Witte Huis op 2 juli 1968.

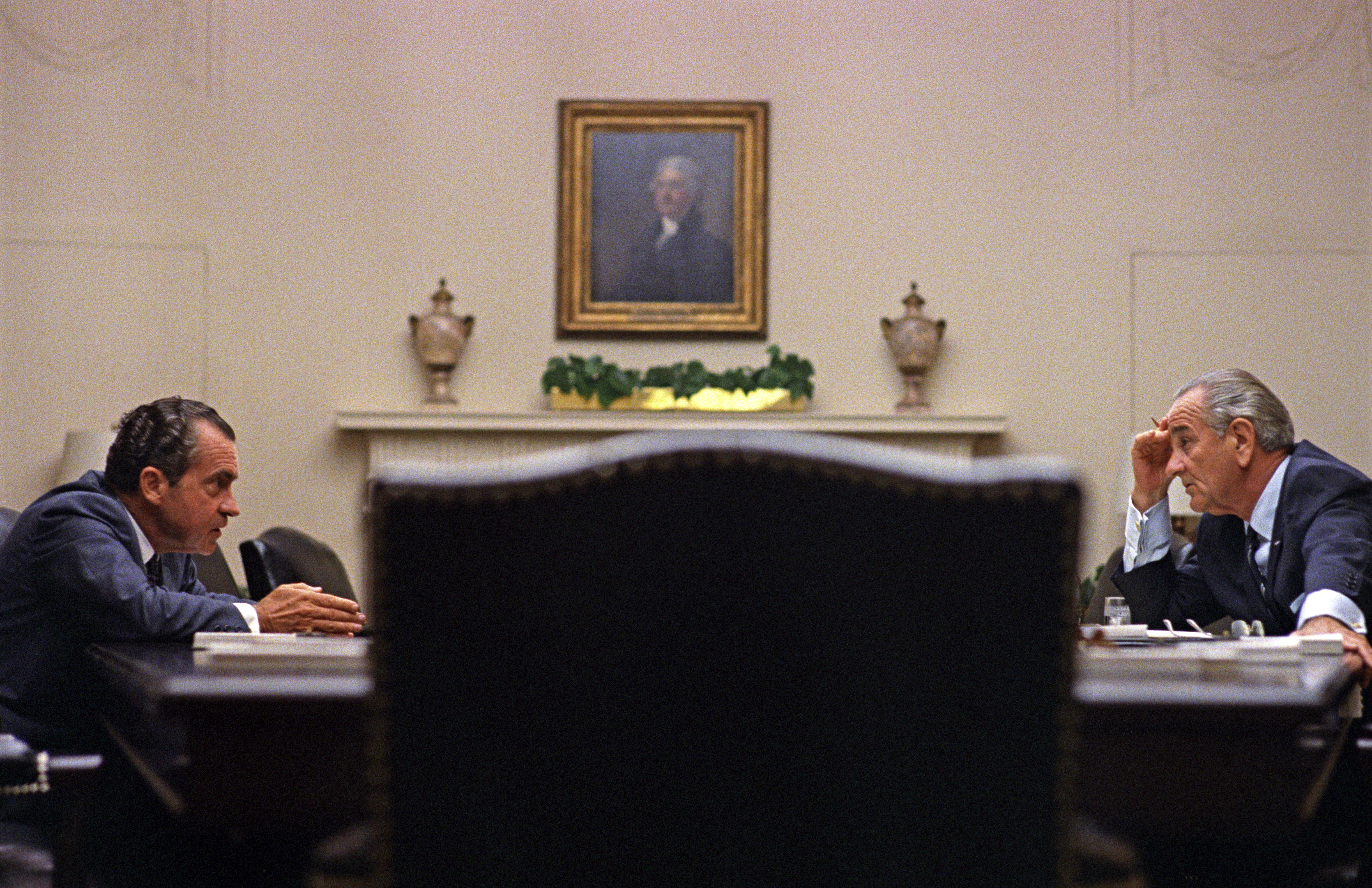
Voormalig vicepresident Richard Nixon en president Lyndon B. Johnson tijdens bijeenkomst in het Witte Huis op 26 juli 1968.

| Nr.                  | Functie(s) | Functie(s)                                               | Ambtsbekleder       | Ambtsbekleder                                  | Ambtstermijn      | Ambtstermijn      | Partij(en) |
| -------------------- | ---------- | -------------------------------------------------------- | ------------------- | ---------------------------------------------- | ----------------- | ----------------- | ---------- |
| 36                   |            | President van de Verenigde Staten                        | Lyndon B. Johnson   | Lyndon B. Johnson (1908–1973)                  | 22 november 1963  | 20 januari 1969   | D          |
|                      |            | Vicepresident van de Verenigde Staten                    | Vacant              | Vacant                                         | Vacant            | Vacant            | Vacant     |
| 38                   |            | Vicepresident van de Verenigde Staten                    | Hubert Humphrey     | Hubert Humphrey (1911–1978)                    | 20 januari 1965   | 20 januari 1969   | D          |
| Kabinet              |            |                                                          |                     |                                                |                   |                   |            |
| Nr.                  | Functie(s) | Functie(s)                                               | Ambtsbekleder       | Ambtsbekleder                                  | Ambtstermijn      | Ambtstermijn      | Partij(en) |
| 54                   |            | Minister van Buitenlandse Zaken                          | Dean Rusk           | Dean Rusk (1909–1994)                          | 20 januari 1961   | 20 januari 1969   | D          |
| 57                   |            | Minister van Financiën                                   | Douglas Dillon      | Douglas Dillon (1909–2003)                     | 20 januari 1961   | 1 april 1965      | R          |
| 58                   |            | Minister van Financiën                                   | Henry Fowler        | Henry Fowler (1908–2000)                       | 1 april 1965      | 20 december 1968  | D          |
| 59                   |            | Minister van Financiën                                   | Joseph Barr         | Joseph Barr (1918–1996)                        | 20 december 1968  | 20 januari 1969   | D          |
| 8                    |            | Minister van Defensie                                    | Robert McNamara     | Robert McNamara (1916–2009)                    | 20 januari 1961   | 29 februari 1968  | R          |
| 9                    |            | Minister van Defensie                                    | Clark Clifford      | Clark Clifford (1906–1998)                     | 29 februari 1968  | 20 januari 1969   | D          |
| 64                   |            | Minister van Justitie                                    | Robert F. Kennedy   | Robert F. Kennedy (1925–1968)                  | 20 januari 1961   | 4 september 1964  | D          |
| 65                   |            | Minister van Justitie                                    | Nicholas Katzenbach | Nicholas Katzenbach (1922–2012)                | 4 september 1964  | 28 november 1966  | D          |
| 66                   |            | Minister van Justitie                                    | Ramsey Clark        | Ramsey Clark (1927–2021)                       | 28 november 1966  | 20 januari 1969   | D          |
| 37                   |            | Minister van Binnenlandse Zaken                          | Stewart Udall       | Stewart Udall (1920–2010)                      | 20 januari 1961   | 20 januari 1969   | D          |
| 16                   |            | Minister van Landbouw                                    | Orville Freeman     | Orville Freeman (1918–2003)                    | 20 januari 1961   | 20 januari 1969   | D          |
| 15                   |            | Minister van Economische Zaken                           | Luther Hodges       | Luther Hodges (1898–1974)                      | 20 januari 1961   | 20 januari 1965   | D          |
| 16                   |            | Minister van Economische Zaken                           | John Connor         | John Connor (1914–2000)                        | 20 januari 1965   | 31 januari 1967   | O          |
| 17                   |            | Minister van Economische Zaken                           | Sandy Trowbridge    | Sandy Trowbridge (1929–2006)                   | 31 januari 1967   | 1 maart 1968      | D          |
| 18                   |            | Minister van Economische Zaken                           | Cyrus Smith         | Cyrus Smith (1899–1990)                        | 1 maart 1968      | 20 januari 1969   | D          |
| 10                   |            | Minister van Arbeid                                      | Willard Wirtz       | Willard Wirtz (1912–2010)                      | 20 september 1962 | 20 januari 1969   | D          |
| 5                    |            | Minister van Volksgezondheid, Onderwijs en Welzijn       | Anthony Celebrezze  | Anthony Celebrezze (1910–1998)                 | 31 juli 1962      | 18 augustus 1965  | D          |
| 6                    |            | Minister van Volksgezondheid, Onderwijs en Welzijn       | John Gardner        | John Gardner (1912–2002)                       | 18 augustus 1965  | 1 maart 1968      | R          |
| 7                    |            | Minister van Volksgezondheid, Onderwijs en Welzijn       | Wilbur Cohen        | Wilbur Cohen (1913–1987)                       | 1 maart 1968      | 20 januari 1969   | D          |
| 1                    |            | Minister van Volkshuisvesting en Stedelijke Ontwikkeling | Robert Weaver       | Robert Weaver (1907–1997)                      | 18 januari 1966   | 18 december 1968  | D          |
| 2                    |            | Minister van Volkshuisvesting en Stedelijke Ontwikkeling | Robert Wood         | Robert Wood (1923–2005)                        | 18 december 1968  | 20 januari 1969   | D          |
| 1                    |            | Minister van Transport                                   | Alan Boyd           | Alan Boyd (1922–2020)                          | 16 januari 1967   | 20 januari 1969   | D          |
| 56                   |            | Minister van Posterijen                                  | John Gronouski      | John Gronouski (1919–1996)                     | 30 september 1963 | 3 november 1965   | D          |
| 57                   |            | Minister van Posterijen                                  | Larry O'Brien       | Larry O'Brien (1917–1990)                      | 3 november 1965   | 26 april 1968     | D          |
| 58                   |            | Minister van Posterijen                                  | Marvin Watson       | Marvin Watson (1924–2017)                      | 26 april 1968     | 20 januari 1969   | D          |
| Executive Office     |            |                                                          |                     |                                                |                   |                   |            |
| Nr.                  | Functie    | Functie                                                  | Ambtsbekleder       | Ambtsbekleder                                  | Ambtstermijn      | Ambtstermijn      | Partij     |
| [ 8 ]                |            | Stafchef van het Witte Huis                              | Walter Jenkins      | Walter Jenkins (1918–1985)                     | 22 november 1963  | 14 oktober 1964   | D          |
| [ 8 ]                |            | Stafchef van het Witte Huis                              | Bill Moyers         | Bill Moyers (1934–2025)                        | 14 oktober 1964   | 8 juli 1965       | D          |
| [ 8 ]                |            | Stafchef van het Witte Huis                              | Jack Valenti        | Jack Valenti (1921–2007)                       | 8 juli 1965       | 1 juni 1966       | D          |
| [ 8 ]                |            | Stafchef van het Witte Huis                              | Marvin Watson       | Marvin Watson (1924–2017)                      | 22 november 1963  | 26 april 1968     | D          |
| [ 8 ]                |            | Stafchef van het Witte Huis                              | Jim Jones           | Jim Jones (1939)                               | 26 april 1968     | 20 januari 1969   | D          |
| 6                    |            | Nationaal Veiligheidsadviseur                            | McGeorge Bundy      | McGeorge Bundy (1919–1996)                     | 20 januari 1961   | 1 april 1966      | R          |
| 7                    |            | Nationaal Veiligheidsadviseur                            | Walt Whitman Rostow | Walt Whitman Rostow (1916–2003)                | 1 april 1966      | 20 januari 1969   | D          |
| 15                   |            | Directeur van het Bureau voor Management en Budget       | Kermit Gordon       | Kermit Gordon (1916–1976)                      | 20 december 1962  | 1 juni 1965       | O          |
| 16                   |            | Directeur van het Bureau voor Management en Budget       | Charles Schultze    | Charles Schultze (1924–2016)                   | 1 juni 1965       | 28 januari 1968   | D          |
| 17                   |            | Directeur van het Bureau voor Management en Budget       | Charles Zwick       | Charles Zwick (1926–2018)                      | 28 januari 1968   | 20 januari 1969   | D          |
| 7                    |            | Juridisch Adviseur                                       | Ted Sorensen        | Ted Sorensen (1928–2010)                       | 20 januari 1961   | 29 februari 1964  | D          |
| 8                    |            | Juridisch Adviseur                                       | Myer Feldman        | Myer Feldman (1914–2007)                       | 29 februari 1964  | 20 januari 1965   | D          |
| 9                    |            | Juridisch Adviseur                                       | Lee White           | Lee White (1923–2013)                          | 20 januari 1965   | 11 februari 1966  | D          |
| 10                   |            | Juridisch Adviseur                                       |                     | Milton Semer (1919–2016)                       | 11 februari 1966  | 31 december 1966  | D          |
| 11                   |            | Juridisch Adviseur                                       | Harry McPherson     | Harry McPherson (1929–2012)                    | 11 februari 1966  | 26 oktober 1967   | D          |
| 12                   |            | Juridisch Adviseur                                       |                     | Larry Temple (1935)                            | 26 oktober 1967   | 20 januari 1969   | D          |
| 9                    |            | Perschef van het Witte Huis                              | Pierre Salinger     | Pierre Salinger (1925–2004)                    | 20 januari 1961   | 20 maart 1964     | D          |
| 10                   |            | Perschef van het Witte Huis                              |                     | George Reedy (1917–1999)                       | 20 maart 1964     | 8 juli 1965       | D          |
| 11                   |            | Perschef van het Witte Huis                              | Bill Moyers         | Bill Moyers (1934)                             | 8 juli 1965       | 1 februari 1967   | D          |
| 12                   |            | Perschef van het Witte Huis                              |                     | George Christian (1927–2002)                   | 1 februari 1967   | 20 januari 1969   | D          |
| Buitenlands Beleid   |            |                                                          |                     |                                                |                   |                   |            |
| Nr.                  | Functie(s) | Functie(s)                                               | Ambtsbekleder       | Ambtsbekleder                                  | Ambtstermijn      | Ambtstermijn      | Partij(en) |
| 5                    |            | Ambassadeur bij de Verenigde Naties                      | Adlai Stevenson II  | Adlai Stevenson II (1900–1965)                 | 20 januari 1961   | 14 juli 1965      | D          |
| Vacant               |            | Ambassadeur bij de Verenigde Naties                      |                     |                                                |                   |                   |            |
| 6                    |            | Ambassadeur bij de Verenigde Naties                      | Arthur Goldberg     | Arthur Goldberg (1908–1990)                    | 28 juli 1965      | 26 juni 1968      | D          |
| 7                    |            | Ambassadeur bij de Verenigde Naties                      | George Ball         | George Ball (1909–1994)                        | 26 juni 1968      | 25 september 1968 | D          |
| 8                    |            | Ambassadeur bij de Verenigde Naties                      | James Wiggins       | James Wiggins (1903–2000)                      | 25 september 1968 | 20 januari 1969   | D          |
| 1                    |            | Handels- vertegenwoordiger                               | Christian Herter    | Christian Herter (1895–1966)                   | 10 december 1962  | 30 december 1966  | R          |
| Vacant               |            | Handels- vertegenwoordiger                               |                     |                                                |                   |                   |            |
| 2                    |            | Handels- vertegenwoordiger                               | William Roth        | William Roth (1916–2016)                       | 24 maart 1967     | 20 januari 1969   | D          |
| Inlichtingendiensten |            |                                                          |                     |                                                |                   |                   |            |
| Nr.                  | Functie(s) | Functie(s)                                               | Ambtsbekleder       | Ambtsbekleder                                  | Ambtstermijn      | Ambtstermijn      | Partij(en) |
| 6                    |            | Directeur van de Central Intelligence Agency             | John McCone         | John McCone (1902–1991)                        | 29 november 1961  | 28 april 1965     | R          |
| 7                    |            | Directeur van de Central Intelligence Agency             | William Raborn      | Vice Admiral (b.d.) William Raborn (1905–1990) | 28 april 1965     | 30 juni 1966      | O          |
| 8                    |            | Directeur van de Central Intelligence Agency             | Richard Helms       | Richard Helms (1913–2002)                      | 30 juni 1966      | 2 februari 1973   | O          |
| 1                    |            | Directeur van de Federal Bureau of Investigation         | J. Edgar Hoover     | J. Edgar Hoover (1895–1972)                    | 1 maart 1935      | 2 mei 1972        | O          |
| Economisch Beleid    |            |                                                          |                     |                                                |                   |                   |            |
| Nr.                  | Functie(s) | Functie(s)                                               | Ambtsbekleder       | Ambtsbekleder                                  | Ambtstermijn      | Ambtstermijn      | Partij(en) |
| 5                    |            | Voorzitter van de Raad van Economische Adviseurs         | Walter Heller       | Walter Heller (1915–1987)                      | 30 januari 1961   | 16 november 1964  | D          |
| 6                    |            | Voorzitter van de Raad van Economische Adviseurs         | Gardner Ackley      | Gardner Ackley (1915–1998)                     | 16 november 1964  | 16 februari 1968  | D          |
| 7                    |            | Voorzitter van de Raad van Economische Adviseurs         |                     | Arthur Okun (1928–1980)                        | 16 februari 1968  | 20 januari 1969   | D          |
| Krijgsmacht          |            |                                                          |                     |                                                |                   |                   |            |
| Nr.                  | Functie(s) | Functie(s)                                               | Ambtsbekleder       | Ambtsbekleder                                  | Ambtstermijn      | Ambtstermijn      | Partij(en) |
| 5                    |            | Chairman of the Joint Chiefs of Staff                    | Maxwell Taylor      | General Maxwell Taylor (1901–1987)             | 1 oktober 1962    | 1 juli 1964       | O          |
| 6                    |            | Chairman of the Joint Chiefs of Staff                    | Earle Wheeler       | General Earle Wheeler (1908–1975)              | 1 juli 1964       | 1 juli 1970       | O          |

Washington ·
J. Adams ·
Jefferson ·
Madison ·
Monroe ·
J.Q. Adams ·
Jackson ·
Van Buren ·
W.H. Harrison ·
Tyler ·
Polk ·
Taylor ·
Fillmore ·
Pierce ·
Buchanan ·
Lincoln ·
A. Johnson ·
Grant ·
Hayes ·
Garfield ·
Arthur ·
Cleveland I ·
B. Harrison ·
Cleveland II ·
McKinley ·
T. Roosevelt ·
Taft ·
Wilson ·
Harding ·
Coolidge ·
Hoover ·
F.D. Roosevelt ·
Truman ·
Eisenhower ·
Kennedy ·
L.B. Johnson ·
Nixon ·
Ford ·
Carter ·
Reagan ·
G.H.W. Bush ·
Clinton ·
G.W. Bush ·
Obama ·
Trump I ·
Biden ·
Trump II